# Uvaria cyrtopoda
Uvaria cyrtopoda är en kirimojaväxtart som beskrevs av Friedrich Anton Wilhelm Miquel. Uvaria cyrtopoda ingår i släktet Uvaria och familjen kirimojaväxter. Inga underarter finns listade i Catalogue of Life.